# Droga do sławy (serial telewizyjny)
Droga do sławy (ang. Fame L.A.) – amerykański serial obyczajowy nadawany w latach 1997-1998.
Światowa premiera serialu odbyła się 4 października 1997 roku na amerykańskim kanale MGM. Ostatni odcinek został wyemitowany 21 marca 1998 roku. W Polsce serial nadawany był na kanale TV4.

## Obsada
- William R. Moses jako David Graysmark
- Heidi Noelle Lenhart jako Suzanne Carson
- Roselyn Sánchez jako Lili Arguelo
- Christian Kane jako Ryan Legget
- Matt Winston jako Adom Lewis
- Lesli Margherita jako Liz Clark
- Andy Miller jako Marcus Carilli
- T.E. Russell jako T.J. Baron
- Lisa Joann Thompson jako Various Dancers

## Spis odcinków
| N/o            | Tytuł angielski       |
| -------------- | --------------------- |
|                |                       |
| SERIA PIERWSZA |                       |
|                |                       |
| 01             | Pilot                 |
| 02             | Pilot                 |
| 03             | Pilot                 |
|                |                       |
| 04             | Almost a Big Night    |
|                |                       |
| 05             | Seize the Day         |
|                |                       |
| 06             | The Beat Goes On      |
|                |                       |
| 07             | Reality Check         |
|                |                       |
| 08             | Life Through the Lens |
|                |                       |
| 09             | Who Do You Love?      |
|                |                       |
| 10             | The Guru              |
|                |                       |
| 11             | The Christmas Episode |
|                |                       |
| 12             | Love Hurts            |
|                |                       |
| 13             | Haunting Refrains     |
|                |                       |
| 14             | Baby Pictures         |
|                |                       |
| 15             | Duet                  |
|                |                       |
| 16             | The Key to Success    |
|                |                       |
| 17             | Music Lessons         |
|                |                       |
| 18             | The Boys and the Band |
|                |                       |
| 19             | Lili Vanilli          |
|                |                       |
| 20             | Do or Die             |
|                |                       |
| 21             | Green-Eyed Monster    |
|                |                       |
| 22             | Brotherly Love        |
|                |                       |